# ŠK LR Crystal Lednické Rovne
ŠK LR Crystal Lednické Rovne (celým názvem: Športový klub LR Crystal Lednické Rovne) je slovenský fotbalový klub, který sídlí v obci Lednické Rovne. Založen byl v roce 1928 pod názvem RTJ Lednické Rovne. Od sezóny 2014/15 působí ve třetí fotbalové lize, sk. Západ.
Své domácí zápasy odehrává na stadionu ŠK LR Crystal s kapacitou 1 000 diváků.

## Historické názvy
Zdroj: 
- 1928 – RTJ Lednické Rovne (Robotnícka telocvičná jednota Lednické Rovne)
- 1954 – TJ Iskra Lednické Rovne (Telovýchovná jednota Iskra Lednické Rovne)
- 1991 – ŠK LR Crystal Lednické Rovne (Športový klub LR Crystal Lednické Rovne)

## Umístění v jednotlivých sezonách
Stručný přehled
Zdroj: 
- 1966–1967: I. A trieda SsFZ – sk. A
- 2001–2002: 3. liga – sk. Západ
- 2012–2013: Majstrovstvá regiónu ZsFZ
- 2013–2014: 4. liga ZsFZ
- 2014–: 3. liga – sk. Západ

Jednotlivé ročníky
Zdroj: 
Legenda: Z – zápasy, V – výhry, R – remízy, P – porážky, VG – vstřelené góly, OG – obdržené góly, +/− – rozdíl skóre, B – body, červené podbarvení – sestup, zelené podbarvení – postup, fialové podbarvení – reorganizace, změna skupiny či soutěže
| Československo (1966–1993) |                           |        |    |    |    |    |    |    |     |    |        |
| Sezóny                     | Liga                      | Úroveň | Z  | V  | R  | P  | VG | OG | +/− | B  | Pozice |
| 1966/67                    | I. A trieda SsFZ – sk. A  | 5      | 26 | 11 | 6  | 9  | 59 | 44 | +15 | 28 | 5.     |
| …                          |                           |        |    |    |    |    |    |    |     |    |        |
| Slovensko (1993–)          |                           |        |    |    |    |    |    |    |     |    |        |
| Sezóny                     | Liga                      | Úroveň | Z  | V  | R  | P  | VG | OG | +/− | B  | Pozice |
| …                          |                           |        |    |    |    |    |    |    |     |    |        |
| 2001/02                    | 3. liga – sk. Západ       | 3      | 30 | 11 | 4  | 15 | 30 | 49 | −19 | 37 | 13.    |
| …                          |                           |        |    |    |    |    |    |    |     |    |        |
| 2012/13                    | Majstrovstvá regiónu ZsFZ | 4      | 27 | 13 | 6  | 8  | 45 | 30 | +15 | 45 | 5.     |
| 2013/14                    | 3. liga ZsFZ              | 4      | 30 | 14 | 10 | 6  | 58 | 34 | +24 | 52 | 6.     |
| 2014/15                    | 3. liga – sk. Západ       | 3      | 32 | 8  | 5  | 19 | 27 | 59 | −32 | 29 | 15.    |
| 2015/16                    | 3. liga – sk. Západ       | 3      | 32 | 13 | 3  | 16 | 37 | 44 | −7  | 42 | 11.    |
| 2016/17                    | 3. liga – sk. Západ       | 3      | 36 | 21 | 8  | 7  | 68 | 34 | +34 | 71 | 2.     |
| 2017/18                    | 3. liga – sk. Západ       | 3      | 34 |    |    |    |    |    |     |    |        |